# Siegfried (film, 1912)
Pour les articles homonymes, voir Siegfried.
Pour plus de détails, voir Fiche technique et Distribution.
Siegfried (titre original : Sigfrido) est un film italien réalisé par Mario Caserini, sorti en 1912.
Ce film muet en noir et blanc est l'adaptation de la Chanson des Nibelungen qui raconte les exploits de Siegfried, héros légendaire de la mythologie nordique.

## Synopsis
Le film raconte l'histoire épique de Siegfried qui aide avec sa ruse le roi des Nibelungen à défaire la walkyrie Brunehilde, mais meurt de la main de Hagen.

## Fiche technique
- Titre original : Sigfrido
- Réalisation : Mario Caserini
- Scénario : Alberto Capozzi, Arrigo Frusta
- Directeur de la photographie : Angelo Scalenghe
- Société de production : Società Anonima Ambrosio
- Société de distribution : Società Anonima Ambrosio
- Pays d'origine :  Royaume d'Italie
- Langue : italien
- Format : Noir et blanc – 1,33:1 – 35 mm – Muet
- Genre : film historique
- Longueur de pellicule : 914 m (3 bobines)
- Année : 1912
- Dates de sortie :
  -  Royaume d'Italie : octobre 1912
  -  France : 1er novembre 1912
  -  États-Unis : décembre 1912

## Distribution
- Dario Silvestri : Siegfried
- Fernanda Negri Pouget : Krimhilde
- Antonietta Calderari : Brunehilde
- Mario Granata : Gunther
- Serafino Vite : Hogen
- Vitale De Stefano (it)
- Carlo Campogalliani
- Giuseppe Ronco
- Franz Sala (en)
- Mario Voller-Buzzi (it)